# Ingo Althöfer
Ingo Althöfer (1961) é um matemático alemão, professor da Universidade de Jena, onde é catedrático de pesquisa operacional.
Althöfer obteve um doutorado em 1986 na Universidade de Bielefeld, com a tese Asymptotic Properties of Certain Competition Systems in Artificial Intelligence and Ecology, orientado por Rudolf Ahlswede.
Em 2004 introduziu com Timo Klaustermeyer o freestyle chess, um estilo de jogo de xadrez humano que permite consultas arbitrárias a computadores e outras pessoas.